# Аксел Ахмедовски
Аксел Ахмедовски (на македонска литературна норма: Аксел Ахмедовски) е политик от Северна Македония от цигански произход, министър без ресор, отговарящ за прилагане на Стратегията за подобряване на състоянието на ромите в Република Македония.

## Биография
Роден е на 16 декември 1964 г. в Царево село (Делчево). Средното си образование завършва в училището „Методия Митевски Брицо“. През 1991 г. завършва право в Скопския университет. От 1996 до 1998 г. работи като юрист в АД „Палтекс“. От 1998 до 2000 г. изкарва стаж в първоинстанционния съд в Делчево. От 2001 г. има собствена адвокатска практика. Председател е на неправителствата организация „Кам“ (Kham), която се занимава с проекти, свързани с циганската общност в града. Подпредседател на Партията за цялостна еманципация на ромите (ПЦЕР). От 25 декември 2017 г. до 26 декември 2018 г. е министър без ресор, отговарящ за прилагане на Стратегията за подобряване на състоянието на ромите в Република Македония. Сменен е по предложение на неговата партия ПЦЕР.